# Język kaugel
Język kaugel – język transnowogwinejski używany w prowincji Southern Highlands w Papui-Nowej Gwinei. Składa się z dwóch głównych dialektów: aua (ibo ugu, imbo ungu, imbongu) i gawil (umbo ungu, kakoli), przez Ethnologue rozpatrywanych jako odrębne języki. Dysponuje rejestrem pandanowym. Do zapisu języka kaugel służy alfabet łaciński.